# Estação Nossa Senhora de Lourdes
A Estação Nossa Senhora de Lourdes é uma das estações do VLT da Baixada Santista, situada em Santos, entre a Estação João Ribeiro e a Estação Pinheiro Machado. É administrada pela Empresa Metropolitana de Transportes Urbanos de São Paulo (EMTU-SP).
Foi inaugurada em 23 de junho de 2015. Localiza-se no cruzamento da Rua Doutor Gaspar Ricardo com a Rua Godofredo Fraga. Atende o bairro de José Menino, situado no Litoral da cidade.